# Mesés elnökünk
A Mesés elnökünk (eredeti cím: Our Cartoon President) 2018 és 2020 között vetített amerikai televíziós 2D-s számítógépes animációs szitkom, amit Stephen Colbert, Chris Licht, Matt Lappin, Tim Luecke és R. J. Fried alkotott.
Amerikában 2018. február 11-én a Showtime mutatta be, míg Magyarországon felirattal az HBO Max, szinkronnal a SkyShowtime mutatta be 2023. február 14-én.

## Ismertető
A Fehér Házban és más washingtoni helyszíneken játszódó munkahelyi komédia Donald Trump elnökségét, talpnyalóit, családtagjait, a kongresszus tagjait, valamint a kábeltévés híradósokat és politikai kommentátorokat veszi górcső alá. A második évadban bemutatkoznak a 2020-as demokrata elnökjelöltek, mivel a műsor középpontjában a 2020-as választások állnak.

## Szereplők

### Főszereplők
| Szereplő         | Eredeti hang      | Magyar hang            |
| ---------------- | ----------------- | ---------------------- |
| Donald Trump     | Jeff Bergman      | Háda János             |
| Melania Trump    | Cody Lindquist    | Kisfalvi Krisztina     |
| John F. Kelly    | William Sadler    | Petridisz Hrisztosz    |
| Ivanka Trump     | Emily Lynne       | Haffner Anikó          |
| Eric Trump       | Emily Lynne       | Molnár Levente         |
| Donald Trump Jr. | Gabriel Gundacker | Horváth-Töreki Gergely |
| Stephen Miller   | Gabriel Gundacker | Katona Zoltán          |
| Jared Kushner    | Griffin Newman    | Markovics Tamás        |
| Ted Cruz         | James Adomian     | Tokaji Csaba           |
| H. R. McMaster   | Jim Santangeli    | Tarján Péter           |

### Mellékszereplők
| Szereplő       | Eredeti hang   | Magyar hang  |
| -------------- | -------------- | ------------ |
| Steven Mnuchin | Zach Smilovitz | Tokaji Csaba |
| Justin Trudeau | Aaron Landon   | Szabó Andor  |

## Évados áttekintés
| Évad | Évad        | Epizódok    | Eredeti sugárzás  | Eredeti sugárzás   | Magyar sugárzás   | Magyar sugárzás   |
| Évad | Évad        | Epizódok    | Évadpremier       | Évadfinálé         | Évadpremier       | Évadfinálé        |
| ---- | ----------- | ----------- | ----------------- | ------------------ | ----------------- | ----------------- |
|      | 1           | 17          | 2018. február 11. | 2018. augusztus 26 | 2023. február 14. | 2023. február 14. |
|      | Különkiadás | Különkiadás | 2018. november 4. | 2018. november 4.  | 2023. február 14. | 2023. február 14. |
|      | 2           | 10          | 2019. május 13    | 2019. július 14.   |                   |                   |
|      | 3           | 18          | 2020. január 26.  | 2020. november 8.  |                   |                   |

## Epizódok

### 1. évad
| Sor. | Év. | Cím                                       | Író                                                                  | Premier                               |
| ---- | --- | ----------------------------------------- | -------------------------------------------------------------------- | ------------------------------------- |
| 1.   | 1.  | Évértékelő beszéd (State of the Union)    | Stephen Colbert, Chris Licht, Matt Lappin, Tim Luecke és R. J. Fried | 2018. február 11. 2023. február 14.   |
| 2.   | 2.  | Katasztrófa után (Disaster Response)      | Zach Smilovitz                                                       | 2018. február 11. 2023. február 14.   |
| 3.   | 3.  | Töröljük el Obamát! (Rolling Back Obama)  | Mike Leech                                                           | 2018. február 18. 2023. február 14.   |
| 4.   | 4.  | Szülési szabadság (Family Leave)          | Bob Powers                                                           | 2018. február 25. 2023. február 14.   |
| 5.   | 5.  | Díszebéd (State Dinner)                   | Cathy Lew                                                            | 2018. március 4. 2023. február 14.    |
| 6.   | 6.  | Médiastratégia (Media Strategy)           | Sam West                                                             | 2018. március 11. 2023. február 14.   |
| 7.   | 7.  | Vagyoni különbség (Wealth Gap)            | Jennifer F. Jackson                                                  | 2018. március 18. 2023. február 14.   |
| 8.   | 8.  | Kormányzati leállás (Government Shutdown) | Gabe Gundacker                                                       | 2018. március 25. 2023. február 14.   |
| 9.   | 9.  | Egyház és állam (Church and State)        | Eliana Kwartler                                                      | 2018. április 1. 2023. február 14.    |
| 10.  | 10. | A kezdődobás (First Pitch)                | R. J. Fried                                                          | 2018. április 8. 2023. február 14.    |
| 11.  | 11. | Az orosz nyomozás (Russia Investigation)  | Zach Smilovitz                                                       | 2018. július 15. 2023. február 14.    |
| 12.  | 12. | Az elnöki család (First Family)           | Jocelyn Richard                                                      | 2018. július 22. 2023. február 14.    |
| 13.  | 13. | Hűségeskü (Mueller Probe)                 | Mike Leech                                                           | 2018. július 29. 2023. február 14.    |
| 14.  | 14. | A szépkorúak szavazata (The Senior Vote)  | Bob Powers                                                           | 2018. augusztus 5. 2023. február 14.  |
| 15.  | 15. | A fal (The Wall)                          | Jennifer F. Jackson                                                  | 2018. augusztus 12. 2023. február 14. |
| 16.  | 16. | Polgárháború (Civil War)                  | R. J. Fried                                                          | 2018. augusztus 19. 2023. február 14. |
| 17.  | 17. | Felfegyverkezés (Militarization)          | Gabe Gundacker                                                       | 2018. augusztus 26. 2023. február 14. |

### Különkiadás
| #  | Cím                                                                        | Író         | Premier                             |
| -- | -------------------------------------------------------------------------- | ----------- | ----------------------------------- |
| 1. | Választási különkiadás 2018 (Our Cartoon President: Election Special 2018) | R. J. Fried | 2018. november 4. 2023. február 14. |

### 2. évad
| Sor. | Év. | Cím                 | Író                                                   | Premier          |
| ---- | --- | ------------------- | ----------------------------------------------------- | ---------------- |
| 18.  | 1.  | Trump Tower-Moscow  | R.J. Fried                                            | 2019. május 12.  |
| 19.  | 2.  | The Party of Trump  | Zach Smilovitz                                        | 2019. május 19.  |
| 20.  | 3.  | Culture War         | Mike Leech                                            | 2019. május 26.  |
| 21.  | 4.  | The Best People     | Bob Powers                                            | 2019. június 2.  |
| 22.  | 5.  | Mental Fitness      | Jennifer F. Jackson                                   | 2019. június 9.  |
| 23.  | 6.  | Visiting the Troops | Gabriel Gundacker                                     | 2019. június 16. |
| 24.  | 7.  | Supreme Court       | Gabriel Gundacker, Jennifer F. Jackson, és Bob Powers | 2019. június 23. |
| 25.  | 8.  | Climate Change      | Mike Leech                                            | 2019. június 30. |
| 26.  | 9.  | Save the Right      | Zach Smilovitz                                        | 2019. július 7.  |
| 27.  | 10. | Space Force         | R. J. Fried                                           | 2019. július 14. |

### 3. évad
| Sor. | Év. | Cím                  | Író                                      | Premier              |
| ---- | --- | -------------------- | ---------------------------------------- | -------------------- |
| 28.  | 1.  | Impeachment          | Zach Smilovitz                           | 2020. január 26.     |
| 29.  | 2.  | The Economy          | R.J. Fried                               | 2020. február 2.     |
| 30.  | 3.  | Election Security    | Bob Powers                               | 2020. február 9.     |
| 31.  | 4.  | Fox News             | Mike Leech                               | 2020. február 16.    |
| 32.  | 5.  | Hillary 2020         | Gabriel Gundacker                        | 2020. február 23.    |
| 33.  | 6.  | The Endorsement      | Jennifer F. Jackson                      | 2020. március 1.     |
| 34.  | 7.  | Warren Vs. Facebook  | Mark Thompson                            | 2020. március 8.     |
| 35.  | 8.  | G-7                  | Maureen Monahan                          | 2020. március 15.    |
| 36.  | 9.  | Secret Money         | Allie Levitan                            | 2020. március 22.    |
| 37.  | 10. | Coronavirus          | Mike Leech                               | 2020. szeptember 13. |
| 38.  | 11. | Party Unity          | Jennifer F. Jackson                      | 2020. szeptember 20. |
| 39.  | 12. | Debate Prep          | R.J. Fried, Mike Leech és Zach Smilovitz | 2020. szeptember 27. |
| 40.  | 13. | Madam Vice President | Bob Powers                               | 2020. október 4.     |
| 41.  | 14. | Hiding Joe Biden     | Gabriel Gundacker                        | 2020. október 11.    |
| 42.  | 15. | Wartime President    | Maureen Monahan                          | 2020. október 18.    |
| 43.  | 16. | Senate Control       | Ziwe                                     | 2020. október 25.    |
| 44.  | 17. | Closing Arguments    | ?                                        | 2020. november 1.    |
| 45.  | 18. | Election Day         | ?                                        | 2020. november 8.    |

## A sorozat készítése
A sorozat a The Late Show with Stephen Colbert mellékszála, amely 2016 óta egy sor szkeccsben mutatta be Trump karikatúráját, amelyet Tim Luecke tervezett és Brian Stack hangján szólaltatott meg. A jelenetekben az Adobe Character Animator-t használták, hogy Colbert valós időben interakcióba léphessen a karakterrel. A karakter egy animált rövidfilmben is szerepelt Colbert választási esti különkiadásában a Showtime műsorán.
A szkeccsek online sikerét követően a Late Show showrunnerje, Chris Licht azt javasolta Tim Luecke-nak és Matt Lappinnek, hogy fejlesszék a koncepciót saját tévésorozattá. A Showtime-nak tett ajánlatukban Luecke és Lappin a lehetséges sorozatot úgy jellemezte, hogy "a Fehér Ház kulisszái mögé" tekinthetnének be, és az lenne a céljuk, hogy "a lehető leggyorsabban elkészítsék, hogy lépést tudjunk tartani a hírciklussal".
2017. július 27-én a Showtime bejelentette, hogy zöld utat adott a szkeccsek alapján készülő animációs sorozatnak, amelynek Colbert, Matt Lappin és Chris Licht a vezető producerei.